# IC 4668
IC 4668 је ознака објекта на координатама са ректансцензијом 17h 46m 59,0s и деклинацијом + 57° 24" 0'. Открио га је Гијом Бигурдан, 16. октобра 1890. Каснијим посматрањима на том положају није уочен никакав астрономски објекат.